# Ayédèro (Toui)
Ayédèro ist ein Dorf im westafrikanischen Staat Benin. Es liegt im Département Collines (Benin) und gehört verwaltungstechnisch zum Arrondissement Toui, welches wiederum der Gerichtsbarkeit der Kommune Ouèssè untersteht.

## Lage
Innerhalb des Arrondissements wie auch des Départements liegt die Siedlung weit im Norden. Sie ist von Toui aus in nördlicher Richtung über die Fernstraße RNIE2. Der Abzweig ist kurz vor dem westlich gelegenen Dorf Ogoutèdo, mit dem es ungefähr auf einer Höhe liegt. Richtung Norden verläuft eine Straße nach Malété.